# بارتس دي ري
بلدية ذ إلس براتس دي رايْ (بالكاتالانية: els Prats de Rei) هي إحدى بلديات مقاطعة برشلونة، والتي تقع في منطقة كاتالونيا، شرق إسبانيا.
يبلغ عدد سكانها 537 نسمة وفقاً لإحصائية سنة (2007).